# Anatoli Alexejewitsch Nogowizyn
Anatoli Alexejewitsch Nogowizyn (russisch Анатолий Алексеевич Ноговицын; * 29. April 1952 in Baryschewka in der Oblast Semipalatinsk, Kasachische SSR; † 5. November 2019 in Moskau) war ein russischer Generaloberst. Zuletzt war er bis Mai 2012 Erster Stellvertreter des Chefs des Vereinigten Stabes der Organisation des Vertrags über kollektive Sicherheit (OVKS).
1973 absolvierte er die Höchste Militärfliegerschule in Armawir mit Auszeichnung und schloss 1980 die Schukow-Militärakademie für Kommandeure der Luftverteidigung ab. In den Jahrzehnten darauf diente er in verschiedenen Einheiten und Positionen der sowjetischen Luftstreitkräfte und der Luftverteidigung.
Von 1998 bis 2000 schließlich war Nogowizyn erster stellvertretender Kommandeur und Chef des Stabes der Russischen Luftstreitkräfte und der Truppen der Luftverteidigung im Fernen Osten.
Von 2000 bis 2002 war er Kommandeur der 11. Armee der Luftstreitkräfte und der Luftverteidigung, und von 2002 bis 2008 stellvertretender Oberkommandierender der Luftstreitkräfte.
Nach seiner Ernennung zum stellvertretenden Chef des Generalstabs der russischen Streitkräfte im Juli 2008 wurde er während des Kaukasuskrieges 2008 einer breiteren Öffentlichkeit bekannt, vor allem in Russland, da er als Sprecher des Generalstabs täglich Pressekonferenzen zur Lage in der Konfliktzone gab.
Vom 1. März 2010 bis zu seiner altersbedingten Entlassung aus dem Militärdienst am 3. Mai 2012 diente er in der Position des Ersten Stellvertreters des Chefs des Vereinigten Stabes der OVKS.
Anatoli Nogowizyn war Kandidat der Militärwissenschaften und „verdienter Kampfflieger der Russischen Föderation“. Er hat auf 10 verschiedenen Flugzeugtypen eine Flugzeit von ca. 2800 Stunden absolviert.